# 양지공원 (제주)
양지공원은 제주시에 위치한 화장장, 봉안당이 모여있는 추모시설이다.

## 유명한 안장자
- 김기홍[1]